# Aeroportul Oakdale
Aeroportul Oakdale (IATA: ODC, FAA LID: O27) este un aeroport din California, Statele Unite ale Americii. Aeroportul a fost tranzitat în 2019 de 2 pasageri.
Situat la o altitudine de 71 m, aeroportul dispune de 1 pistă.

## Infrastructură

### Piste
Aeroportul dispune de o singură pistă. Pista 10/28 are suprafața de asfalt și dimensiunile 3.013 picioare × 75 picioare. 